# Rupi's Dance
Rupi's Dance es un disco en solitario publicado en 2003 por el líder de Jethro Tull, Ian Anderson. 
Estilísticamente se asemeja a su anterior trabajo en solitario, The Secret Language of Birds, aunque no alcanza su nivel de calidad.
Fue lanzado en la misma época en la que el otro miembro permanente de la banda, Martin Barre editó el suyo, Stage Left. Previamente la banda había lanzado el álbum The Jethro Tull Christmas Album, con el que comparte diseño en la portada.

## Lista de temas
| #   | Título                                   | Autor          | Tiempo |
| --- | ---------------------------------------- | -------------- | ------ |
| 1.  | "Calliandra Shade (The Cappuccino Song)" | (Ian Anderson) | 5:02   |
| 2.  | "Rupi's Dance"                           | (Ian Anderson) | 3:00   |
| 3.  | "Lost in Crowds"                         | (Ian Anderson) | 5:37   |
| 4.  | "A Raft of Penguins"                     | (Ian Anderson) | 3:34   |
| 5.  | "A Week of Moments"                      | (Ian Anderson) | 4:27   |
| 6.  | "A Hand of Thumbs"                       | (Ian Anderson) | 4:02   |
| 7.  | "Eurology"                               | (Ian Anderson) | 3:14   |
| 8.  | "Old Black Cat"                          | (Ian Anderson) | 3:40   |
| 9.  | "Photo Shop"                             | (Ian Anderson) | 3:20   |
| 10. | "Pigeon Flying over Berlin Zoo"          | (Ian Anderson) | 4:18   |
| 11. | "Griminelli’s Lament"                    | (Ian Anderson) | 2:56   |
| 12. | "Not Ralitsa Vassileva"                  | (Ian Anderson) | 4:45   |
| 13. | "Two Short Planks"                       | (Ian Anderson) | 4:00   |
| 14. | "Birthday Card at Christmas"             | (Ian Anderson) | 3:37   |

- Datos: Q2705911